# Ernest Coloma

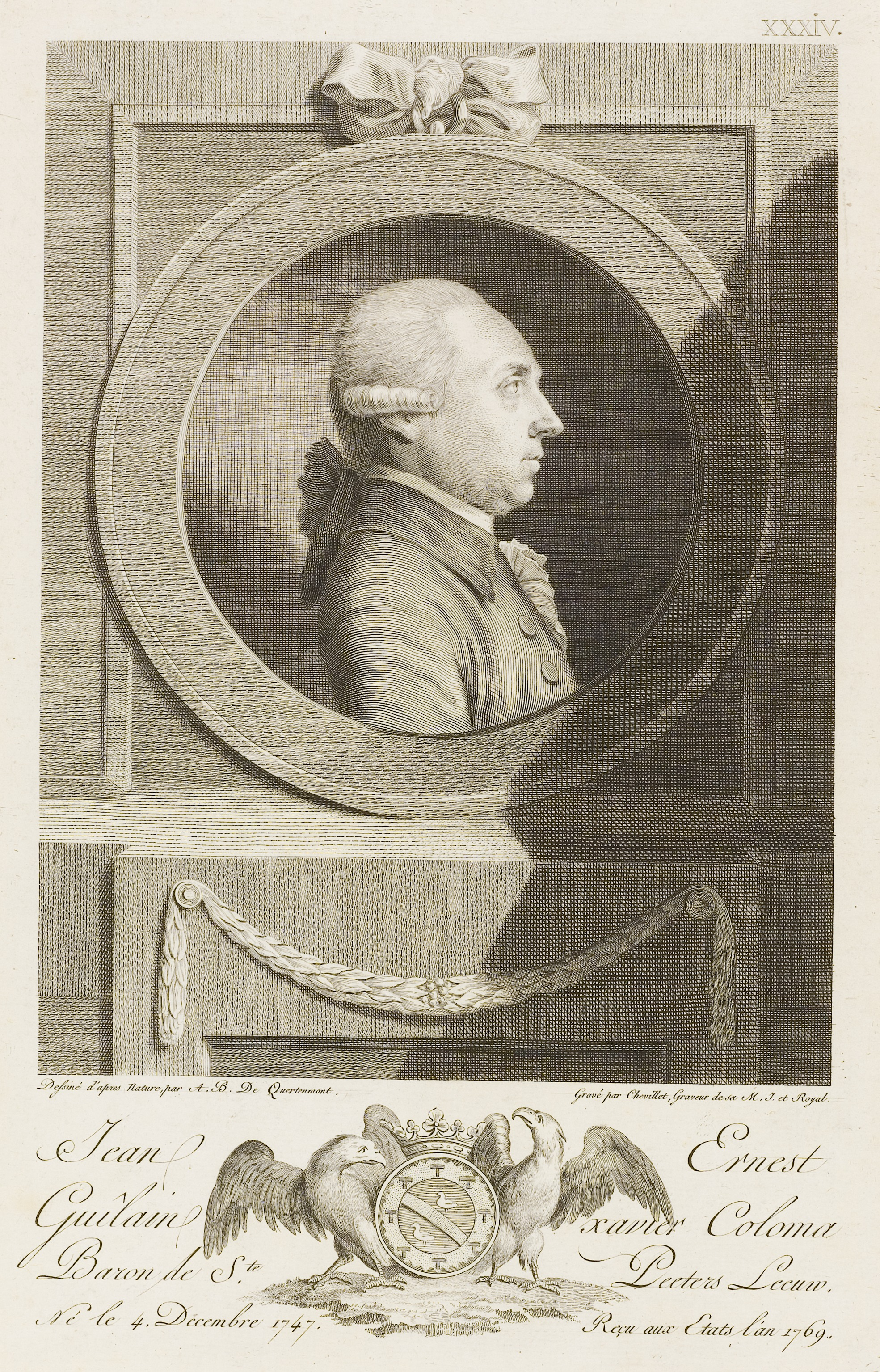

Jean-Ernest-Guîlain-Xavier Coloma (Mechelen, 4 december 1747 – aldaar, 5 juni 1825) was baron van Sint-Pieters-Leeuw en een persoon met veel invloed in en rond Mechelen. Zo was hij in het bezit van tal van domeinen die nog steeds zijn naam dragen. Daarnaast stond hij ook bekend als verlichte denker en een groot liefhebber van kunst en wetenschappen. Na zijn dood werd hij bijgezet in de kerk van Sint-Pieters-Leeuw. De baron bleef zijn hele leven ongehuwd en kinderloos.

## Afkomst en familie
De baron stamde af uit een oud Spaans geslacht uit de Catalaanse contreien. In de 16e eeuw waren zijn voorouders samen met de Spaanse troepen overgekomen naar de Nederlanden. De familie bestond voornamelijk uit keurofficieren en magistraten met een sterke interesse tot kunst en wetenschap.
Zijn grootvader Jean-Alphonse (1677-1739) was raadsheer van de Grote Raad van Mechelen, fiscaal raadgever aan hetzelfde hof, lid van de Raad van State en president van de Geheime Raad der Nederlanden.
Zijn vader Charles-Vital (1718-1758) was een kamerheer in dienst van de hertog van Lorreinen.
Zijn moeder Eugenie Roose was barones van Sint-Pieters-Leeuw. Na haar dood in 1762 werd Ernest Coloma baron van Sint-Pieters-Leeuw en enkele jaren later werd hij hierdoor opgenomen in de Brabantse adelstand.

## Domeinen

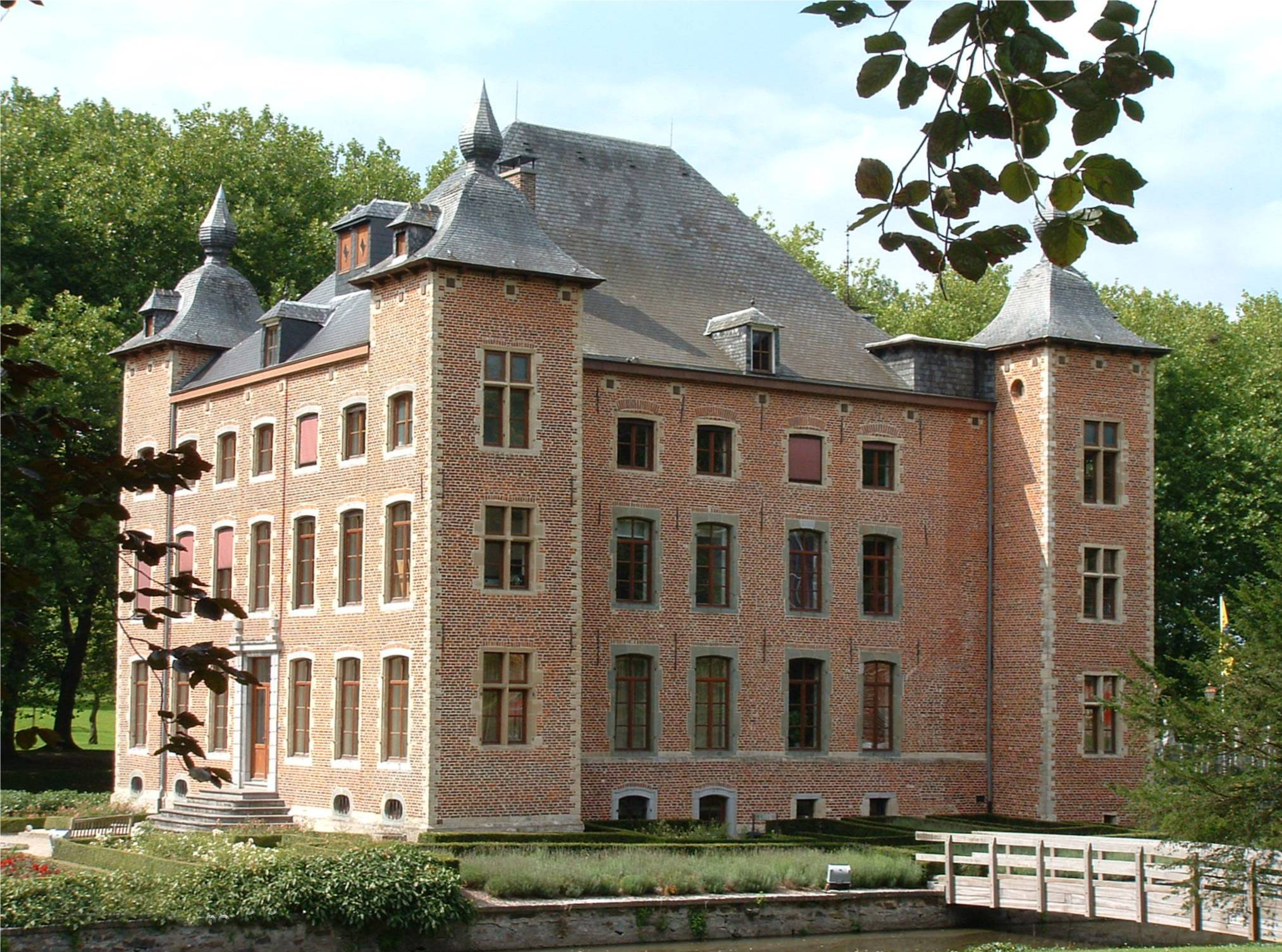
Het Kasteel van Coloma, nu het Gemeentelijk Cultureel Centrum.

Ernest Coloma was in het bezit van tal van domeinen en ook vandaag klinkt zijn naam nog na op tal van plaatsen.
Na de dood van zijn moeder erfde hij het ouderlijk goed, het Kasteel van Sint-Pieters-Leeuw met omliggende gronden. Vandaag is de eigendom in handen van de gemeente en is 'Domein Coloma', met zijn kasteel met apart staande donjon, koetshuis (cafetaria) en openbaar wandelpark dat de grootste rozentuin van West-Europa bevat met zowat 60.000 rozenstruiken en meer dan 3000 rozenvariëteiten, toegankelijk voor het publiek.
De baron woonde in Mechelen in een riante woning in de Bleekstraat, het zogenaamde 'Hof van Coloma'. Sinds 1830 behoren deze gebouwen tot het Klein Seminarie en worden gebruikt door de Mechelse school BimSem.
Daarnaast was hij ook nog in het bezit van tal van andere eigendommen waaronder het Hof van Hoogstraten (aanpalend aan het Hof van Coloma), het kasteel De Borght bij Nekkerspoel en domein Vorschenborgh waar vandaag nog de school COLOMAplus, de Colomabrug en de laat-neogotische Sint-Jozef-Colomakerk liggen.

## Wetenschapper en kunstliefhebber
Dat de baron een groot kunstverzamelaar was met een voorliefde voor wetenschap, in het bijzonder voor mechanica, techniek, fysica en astronomie, bleek uit de openbare verkoop van zijn opmerkelijke bibliotheek, kunst- en rariteitenkabinet in september 1825. In de veilingscatalogus vinden we onder andere tal van schilderijen, tekeningen, aquarellen, beelden in marmer en albast, rariteiten, muziekinstrumenten, instrumenten voor fysica en natuurkunde en natuurlijk zijn uitgebreide bibliotheek.
Naast een kunstminnaar was hij dus ook bezeten door onderzoek waaronder astronomie. Rond 1775 bezat hij tal van verrekijkers, telescopen, bijhorend materiaal en zelfs drie luchtballonnen voor experimenten. In dat jaar vroeg hij ook de toestemming aan het Mechelse stadsbestuur tot het plaatsen van een observatorium voor astronomie op het dak van de Sint-Romboutstoren. Op suggestie van zijn vriend en buurman Deudon liet de baron op een dag bliksemafleiders op zijn woning plaatsen. Dit zorgde ervoor dat de hele straat in rep en roer kwam te staan uit schrik voor ongelukken door het experimenteren met dit 'speelgoed'.

## Verlicht denker
Naast zijn voorliefde voor kunst en wetenschap was baron Coloma ook een van de leden van de Loge La Constante Fidélité van Vrijmetselaars, die in 1772 in Mechelen werd opgericht. In zijn bibliotheek werden er ook vele werken van verlichte denkers terug gevonden zoals encyclopedieën van Denis Diderot en Jean le Rond d'Alembert.

## Fotogalerij

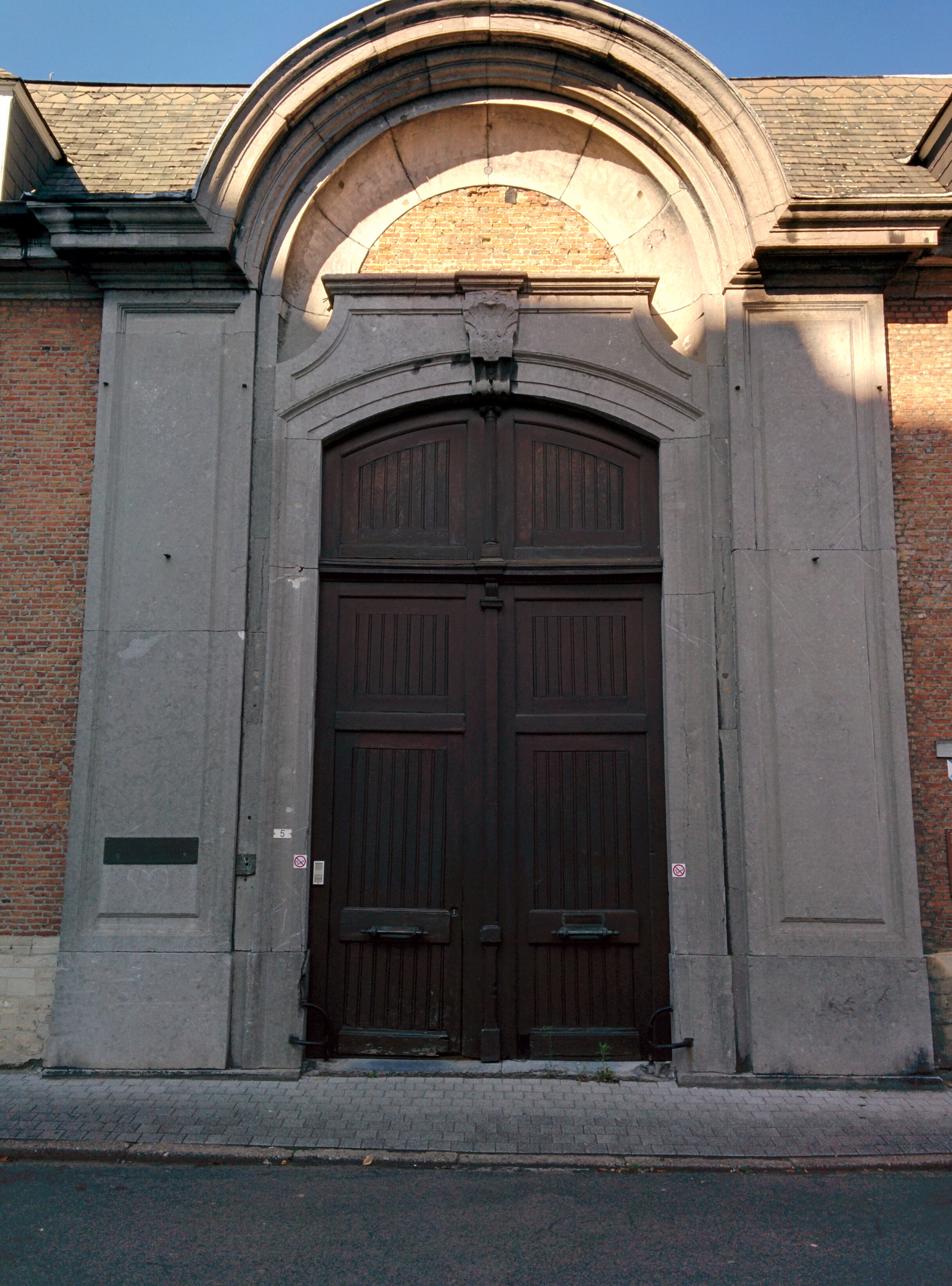
Toegangspoort Hof van Coloma
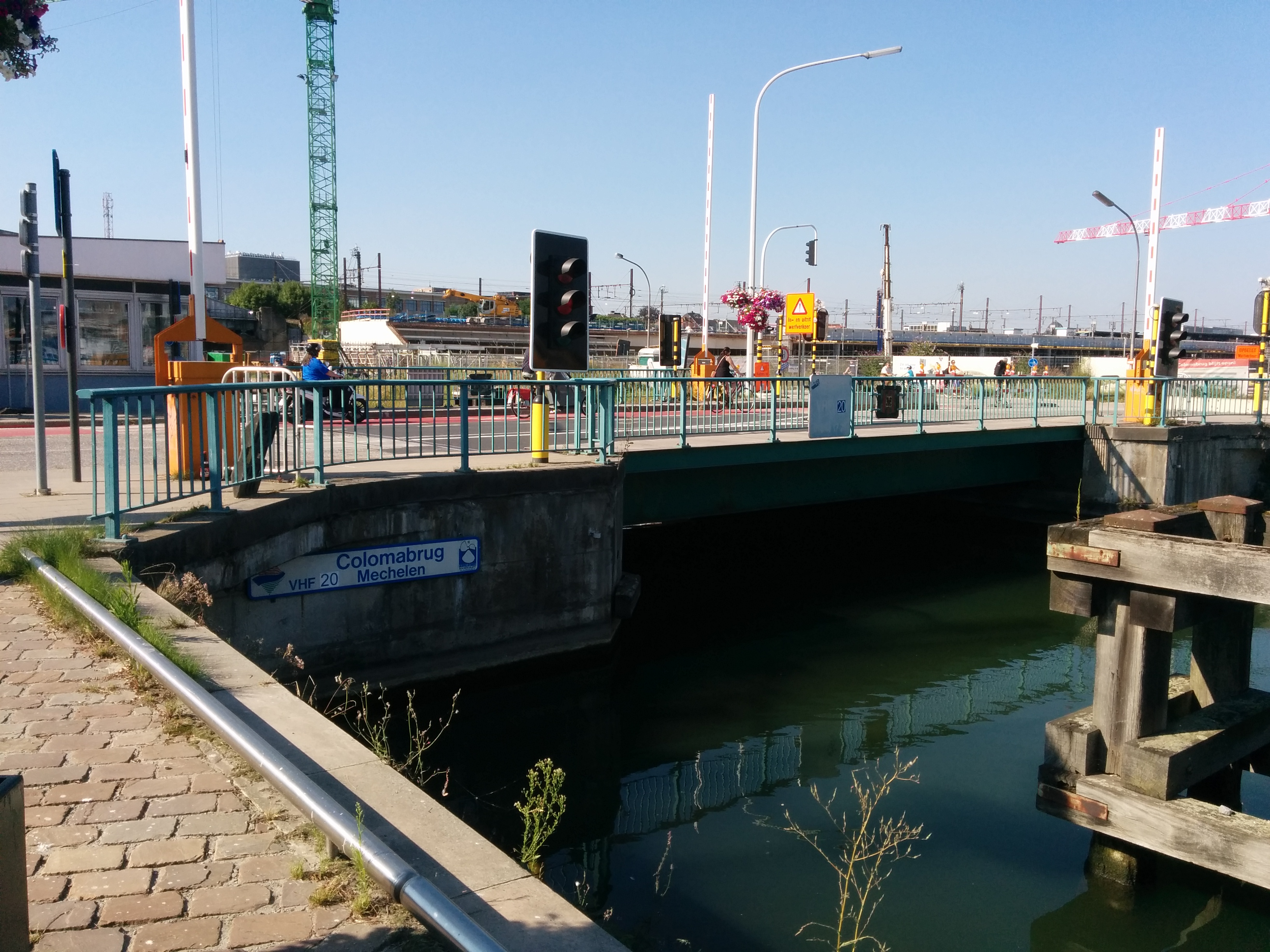
Colomabrug
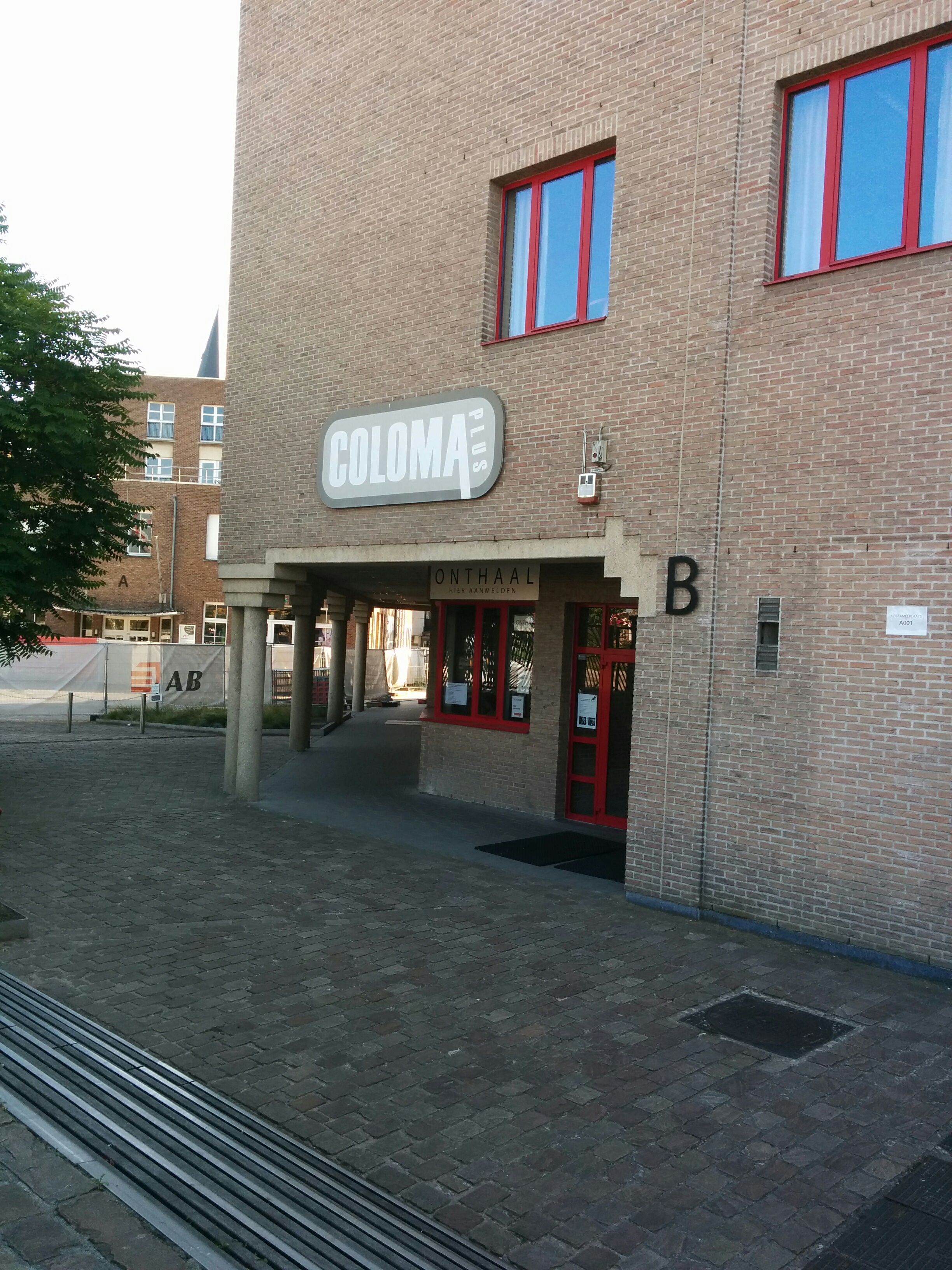
COLOMAplus-school